# Mecothrix triangulalis
Mecothrix triangulalis is een vlinder uit de familie van de visstaartjes (Nolidae). Deze soort is voor het eerst wetenschappelijk beschreven als Celama triangulalis door Hervé de Toulgoët in een publicatie uit 1962.
De soort komt voor in Madagaskar.